# Castela galapagei
Castela galapagei là một loài thực vật có hoa trong họ Thanh thất. Loài này được Hook.f. mô tả khoa học đầu tiên năm 1851.